# Mars Global Surveyor
La Mars Global Surveyor (MGS, «Explorador Global de Mart») és una nau espacial de la NASA, llançada el 7 de novembre de 1996, amb l'objectiu de cartografiar el planeta Mart. La seva missió principal programada acabà el 31 de gener de 2001 i a partir d'aquell moment inicià la seva fase de missió ampliada, que està previst finalitzar el desembre de 2006. Actualment és un dels quatre satèl·lits artificals de Mart en actiu, juntament amb les Mars Express, Mars Odyssey i Mars Reconnaissance Orbiter, a més dels dos vehicles d'exploració superficial Spirit i Opportunity.

## Missió
La Mars Global Surveyor té per objectiu principal l'obtenció de mapes d'alta resolució de la superfície de Mart i caracteritzar-ne el clima i la geologia. Per a això transporta a bord una sèrie d'instruments científics dissenyats per a l'estudi de la totalitat de la superfície marciana, la seva atmosfera i el seu interior.
Aquesta missió ha estat la primera a arribar amb èxit al planeta vermell després de 20 anys. Durant els seus primers quatre mesos es va dedicar a la fase d'aerofrenat, consistent a anar adquirint l'òrbita definitiva a força de passar per les capes superiors de l'atmosfera marciana i així anar frenant la seva velocitat fins a aconseguir una òrbita adequada. Aquest període va ser més llarg del previst per no danyar els panells solars en excés. Ara segueix una òrbita polar propera a la superfície i des d'alli pren imatges amb la major resolució aconseguida en la història de l'exploració de Mart.

## Descripció de la sonda
La sonda, construïda a la fábrica Lockheed Martin Astronautics de Denver (Colorado), té forma de caixa rectangular d'1,7 x 1,17 x 1,17 metres, amb extensions a cada banda. El seu pes és de només 1.060 kg amb combustible inclès. El mòdul central rectangular està format per dos mòduls més petits sobreposats; un conté tots els sistemes electrònics, l'ordinador 1750A i els instruments científics; l'altre conté els sistemes de propulsió i els tancs de propel·lent. Els panells solars tenen una superfície de 3,5 x 1,9 metres y proporcionen 980 W de potència per als instruments.

### Instruments científics
- Mars Orbital Camera (MOC, «Càmera orbital de Mart»): és l'encarregada de prendre les imatges d'alta resolució del planeta així com altres de menor qualitat per disposar d'una visió general de l'atmosfera i el clima de Mart en tot el planeta. La MOC està controlada per Malin Space Science Systems (MSSS).
- Thermal Emission Spectrometer (TES, «Espectròmetre d'emissió tèrmica»): és un espectròmetre que mesura la quantitat de llum infraroja emesa per la superfície de Mart.
- Mars Orbiter Laser Altimeter (MOLA), «Altímetre làser orbital de Mart»): es tracta d'un altímetre làser; la seva missió és construir un mapa topogràfic de Mart mitjançant un làser que emet cap a la superfície.
- Radio Science Investigations (RS, «Investigacions científiques de ràdio»): mesura les variacions del senyal de radiofreqüència enviat des de la Terra per determinar-ne les desviacions causades per la gravetat.
- Magnetic Fields Investigation (MAG/ER, «Investigacions del camp magnètic»): magnetòmetre dedicat a l'estudi del camp magnètic de Mart i a la determinació de la seva intensitat.
- Mars Relay: antena que ha de servir de suport a altres missions de la NASA, la JAXA i l'ESA.

## Resultats científics
La Mars Global Surveyor ha recollit més dades que totes les missions anteriors a Mart juntes. Entre els resultats científics més importants, la sonda ha pres imatges de penya-segats, barrancs, canals i dipòsits creats aparentment per corrents, que suggereixen que actualment pot haver-hi fonts d'aigua líquida al planeta, similars als aqüífers, just a sota de la superfície. Les lectures obtingudes pel magnetòmetre mostren que el camp magnètic del planeta no està generat completament pel nucli, sinó que es localitza en determinades zones de l'escorça. Les dades de l'altímetre làser han permès fer les primeres reconstruccions tridimensionals del casquet polar septentrional.
A més de Mart la sonda també ha obtingut les millors imatges d'una de les dues llunes del planeta, Fobos, i les dades recollides mostren que la seva superfície està formada per material pulverulent d'un gruix d'1 metre, com a mínim, resultat de milions d'anys d'impactes de meteoroides.
Com a dada curiosa també cal destacar el fet que la Mars Global Surveyor ha estat la primera sonda que n'ha fotografiat una altra en òrbita al voltant d'un planeta diferent de la Terra: l'abril de 2005 prengué una imatge de la Mars Express i dues de la Mars Odissey. També ha aconseguit fotografiar el vehicle tot-terreny Spirit sobre la superfície del planeta i detectar les marques deixades per les seves rodes.
|  |  |  |